# Yungasacris grata
Yungasacris grata är en insektsart som beskrevs av Rehn, J.A.G. 1950. Yungasacris grata ingår i släktet Yungasacris och familjen vårtbitare. Inga underarter finns listade i Catalogue of Life.